# Agostinho Oliveira
Agostinho Vieira de Oliveira (* 5. Februar 1947 in Póvoa de Lanhoso), bekannt als Agostinho Oliveira, ist ein ehemaliger portugiesischer Fußballspieler und -trainer.

## Karriere
Agostinho Oliveira spielte während seiner gesamten, 17 Jahre andauernden Karriere als Profifußballer ausschließlich als Verteidiger für Sporting Braga.
Nach dem Ende seiner aktiven Karriere bekleidete Oliveira ab 1983 bei dem Verein aus Braga zwei Jahre lang das Amt des Co-Trainers. Als Nationaltrainer António Oliveira infolge des enttäuschenden Abschneidens der portugiesischen Mannschaft bei der Weltmeisterschaft 2002 zurücktrat, betreute Oliveira vorübergehend die Nationalmannschaft, ehe Luiz Felipe Scolari verpflichtet wurde. Während seiner Amtszeit erreichte Portugal in vier Spielen zwei Siege und zwei Unentschieden. Anschließend übernahm Oliveira die U-21-Nationalmannschaft und qualifizierte sich mit dieser für die Olympischen Spiele 2004. Als Carlos Queiroz im Jahr 2008 Nationaltrainer wurde, ernannte er Oliveira zu seinem Assistenten. Da Queiroz nach der Weltmeisterschaft 2010 wegen Beschimpfungen von Offiziellen während Dopingkontrollen vor dem Turnier von der Anti-Doping-Agentur für sechs Monate gesperrt wurde, betreute Oliveira die Nationalmannschaft zu Beginn der Qualifikation für die EM 2012. Nachdem Queiroz im September 2010 schließlich vom FPF entlassen worden war, musste auch Oliveira seinen Posten räumen. Im Dezember 2010 kehrte er als Chefkoordinator der Jugendabteilungen zu Sporting Braga zurück.